# Le Cabinet noir
Le Cabinet noir est une collection de la maison d'édition Les Belles Lettres, spécialisée en littératures de l'imaginaire (science-fiction, fantasy, fantastique) ainsi qu'en policiers, créée en 1997 et arrêtée en 2003.

## Liste des ouvrages publiés
- no 01 Retour à Zlin, de Frédéric H. Fajardie
- no 02 Le Meneur de loups, d’Alexandre Dumas
- no 03 Attention, chien gentil !, de Fredric Brown
- no 04 Mister Buddwing, de Evan Hunter
- no 05 Rêves de sang, de Dennis Etchison
- no 06 Le Temps du châtiment, d’Ed McBain
- no 07 Mort d'un lapin urbain, de Frédéric H. Fajardie
- no 08 La Sorcière du marais, de Theodore Sturgeon
- no 09 La Bête de l'apocalypse, de Raoul de Warren
- no 10 L'Affaire Winston, d'Howard Fast
- no 11 Fantôme, de Thomas Tessier
- no 12 Schnock Corridor, de Fredric Brown
- no 13 La Cage de verre, de Colin Wilson
- no 14 Les Yeux de la momie, de Robert Bloch
- no 15 L'Assassin qui rendit son arme, d’Howard Fast
- no 16 Le Château d'Eppstein, d’Alexandre Dumas
- no 17 Les neuf cercles de l'Enfer", Frédéric H. Fajardie
- no 18 L'Empire des nécromants, de Clark Ashton Smith
- no 19 Si loin de nulle part, de Jacques Sternberg
- no 20 Le Procès Bellamy, de Frances Noyes Hart
- no 21 La Clairière des eaux-mortes, de Raoul de Warren
- no 22 Le Sang sur le trottoir, de Ed McBain
- no 23 Une si douce apocalypse, de Jérôme Leroy
- no 24 L'Homme qui a perdu la mer, de Theodore Sturgeon
- no 25 L'Ordre des choses, de Franck Michel
- no 26 Les Domaines de la nuit, de Dennis Etchison
- no 27 Parmi tant d'autres crimes, de Jean-Baptiste Baronian
- no 28 De peur que les ténèbres..., de Lyon Sprague de Camp
- no 29 Les Mandibules et les dents, de Daniel Walther
- no 30 Homicide mode d'emploi, de Fredric Brown
- no 31 Sally, d’Howard Fast
- no 32 La Soie et la Chanson, de Charles Fontenay
- no 34 Les Six lendemains, de James Blish
- no 35 La Grâce efficace, de Jérôme Leroy
- no 36 Le Petit garçon qui voulait être mort, de Jean-Pierre Andrevon
- no 37 Pièces détachées, de Donald E. Westlake
- no 38 Les Mille et un fantômes, d'Alexandre Dumas
- no 40 L'Insolite aventure de Marina Sloty, de Raoul de Warren
- no 42 Le Professeur et l'ours en peluche, de Theodore Sturgeon
- no 44 L'Esprit de la chose, de Fredric Brown
- no 47 Les Neuf cercles du crime, de Robert Bloch
- no 48 L'Incroyant, de Francis Ryck
- no 49 Profession : mortel, de Jacques Sternberg
- no 50 Noirs Complots, anthologie réalisée sous la direction de Pierre Lagrange

## Le Grand Cabinet noir
Collection d'ouvrages publiée par Les Belles Lettres, créée en 1998 et arrêtée en 2003.
- Halloween, les citrouilles de l'horreur, anthologie réalisée sous la direction de Stéphane Bourgoin
- La Pierre philosophale, de Colin Wilson
- Le Sourire des enfants morts, de Nicolas d'Estienne d'Orves
- Bref rapport sur une très fugitive beauté, de Jérôme Leroy
- Othon ou l'aurore immobile, de Nicolas d'Estienne d'Orves
- L'Île de feu, d’Alexandre Dumas
- 300 contes pour solde de tout compte, de Jacques Sternberg
- Le Regard du poussin, de Nicolas d'Estienne d'Orves
- Condor, de Graham Masterton